# Federazione cestistica di Singapore
La Federazione cestistica di Singapore è l'ente che controlla e organizza la pallacanestro a Singapore.
La federazione controlla inoltre la nazionale di pallacanestro di Singapore e ha sede a Singapore.
È affiliata alla FIBA dal 1954 e organizza il campionato di pallacanestro di Singapore.